# Paul Westphal
Paul Douglas Westphal (Torrance, 30 de noviembre de 1950-Scottsdale, 2 de enero de 2021) fue un jugador y entrenador de baloncesto estadounidense que jugó durante doce temporadas en la NBA. Como entrenador ejerció como entrenador principal y asistente en la NBA, y como principal en la NCAA.

## Trayectoria deportiva

### Universidad
Jugó durante 3 temporadas con los Trojans de la Universidad Southern California, en las que promedió 16,4 puntos, 3,4 rebotes y 3 asistencias por partido.

### Profesional
Fue elegido en la décima posición del Draft de la NBA de 1972 por Boston Celtics. Tras tres temporadas allí, donde contó poco para su entrenador, pero donde consiguió su único anillo de Campeón de la NBA en la temporada 1973-74, fue traspasado a Phoenix Suns, a los que ayudó a alcanzar las Finales de 1976. En el quinto partido de las series, Westphal protagonizó una jugada crítica: con un segundo por jugar, con los Suns perdiendo 111-110 pero con la posesión del balón y rodeado de defensores de los Celtics, pidió un tiempo muerto, aún a sabiendas de que no les quedaban ninguno, y que eso supondría una falta técnica. Los Celtics anotaron uno de los dos tiros libres, colocándose dos arriba, pero la norma indicaba que el equipo contrario debería sacar de medio campo, mucho más cerca de la canasta rival que en la posición original. Los Suns anotaron una canasta sobre la bocina que llevó el partido a una triple prórroga, pero acabaron perdiendo el partido y el campeonato.
En la temporada 1977-78 fue el sexto mejor anotador de la liga, anotando 25,2 puntos por partido, en su mejor campaña en la NBA.
Fue traspasado en 1980 a Seattle Supersonics a cambio de Dennis Johnson, donde jugaría una temporada antes de fichar por los New York Knicks donde jugó dos años, antes de regresar a los Suns, donde en su última temporada en la liga se perdería 23 partidos por lesión.
En sus 12 temporadas, promedió 15,6 puntos y 4,4 asistencias por partido.

### Entrenador

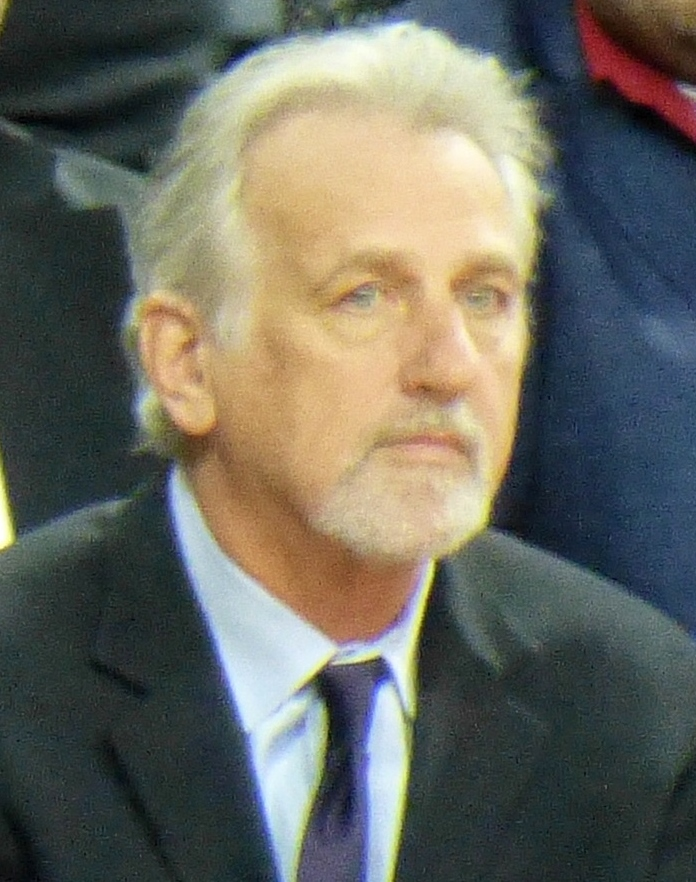
Westphal, en 2014 como asistente en los Nets.

En 1992 llegó a ser el entrenador principal de los Phoenix Suns, y en su primera temporada se plantó en las Finales de la NBA, con jugadores de una calidad contrastada como Kevin Johnson, Dan Majerle, Charles Barkley y Danny Ainge. Pero acabaron perdiendo en 6 partidos ante los Chicago Bulls de Michael Jordan. Allí permaneció hasta 1995, cuando fue despedido. Volvió a un banquillo de la NBA en la temporada 1998-99, dirigiendo a Seattle Supersonics, siendo despedido al comienzo de su tercera campaña allí. Marchó entonces a la NCAA, haciéndose cargo de la Universidad de Pepperdine hasta 2006. Desde 2009 hasta 2012 entrenó a los Sacramento Kings.

## Vida personal
Westphal y su esposa Cindy tuvieron dos hijos. Él mismo reconoció que era Cristiano.
En agosto de 2020, el portal ESPN comunicó que Westphal sufría un cáncer cerebral. El 2 de enero de 2021, falleció a la edad de 70 años a causa del cáncer, en Scottsdale (Arizona).